# Balanç de la calor interna de la Terra

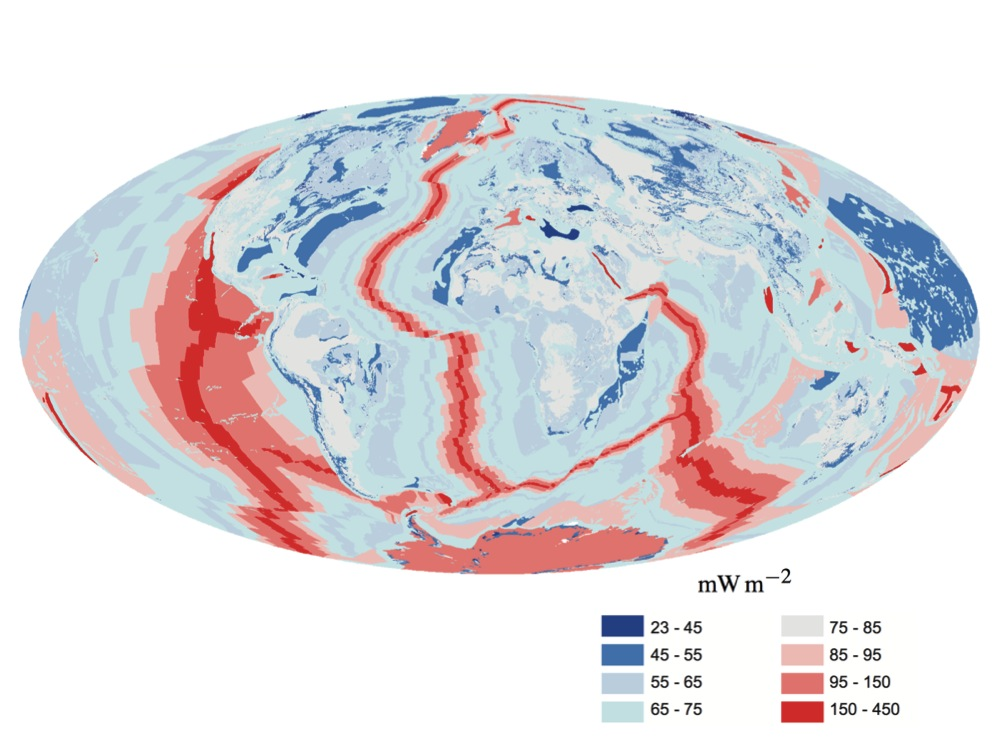
Mapa global del flux de calor, en mW/m2, des de l'interior de la Terra fins a la superfície. Els valors més alts de flux de calor coincideixen amb les serralades de l'oceà mitjà, i els valors més baixos de flux de calor ocorren en interiors continentals estables

El balanç de la calor interna de la Terra és fonamental per a la història tèrmica del planeta. El flux de calor de dins de la Terra a la superfície es calcula en {\displaystyle 47\pm 2} terawatts (TW) i prové de dues fonts principals en quantitats si fa no fa iguals: la calor radiògena produïda per la desintegració radioactiva dels isòtops al mantell i l'escorça, i la calor primordial que resta de la formació de la Terra.
La calor interna de la Terra origina la major part dels processos geològics i impulsa la tectònica de plaques. Malgrat la seua importància geològica, l'energia tèrmica interior de la Terra és només el 0,03% del balanç energètic total de la Terra a la superfície, que està dominat per 173.000 TW de la radiació solar entrant. La insolació que, després de la reflexió, aconsegueix la superfície, penetra només algunes desenes de centímetres en el cicle diari i algunes desenes de metres en l'anual. Això fa que la radiació solar siga molt poc rellevant per als processos interns.

## Calor i estimació primerenca de l'edat de la Terra
Basant-se en càlculs de la velocitat de refredament de la Terra, en què assumí una conductivitat constant dins del planeta, el 1862, William Thomson (lord Kelvin) assignà l'edat de la Terra en 98 milions d'anys, que contrasta amb la de 4.500 milions obtinguda al segle XX per datació radiomètrica. Com assenyalà John Perry el 1895, una conductivitat variable dins de la Terra podria expandir l'edat calculada del planeta a milers de milions d'anys, com es confirmà més endavant amb la datació radiomètrica. Contràriament a la representació habitual de l'argument de Kelvin, el gradient tèrmic observat de l'escorça terrestre no s'explicaria per l'addició de la radioactivitat com a font de calor. Més important encara, la convecció del mantell altera el transport de la calor dins de la Terra, i invalida la suposició de Kelvin de refredament purament conductor.

## Flux de calor interna global

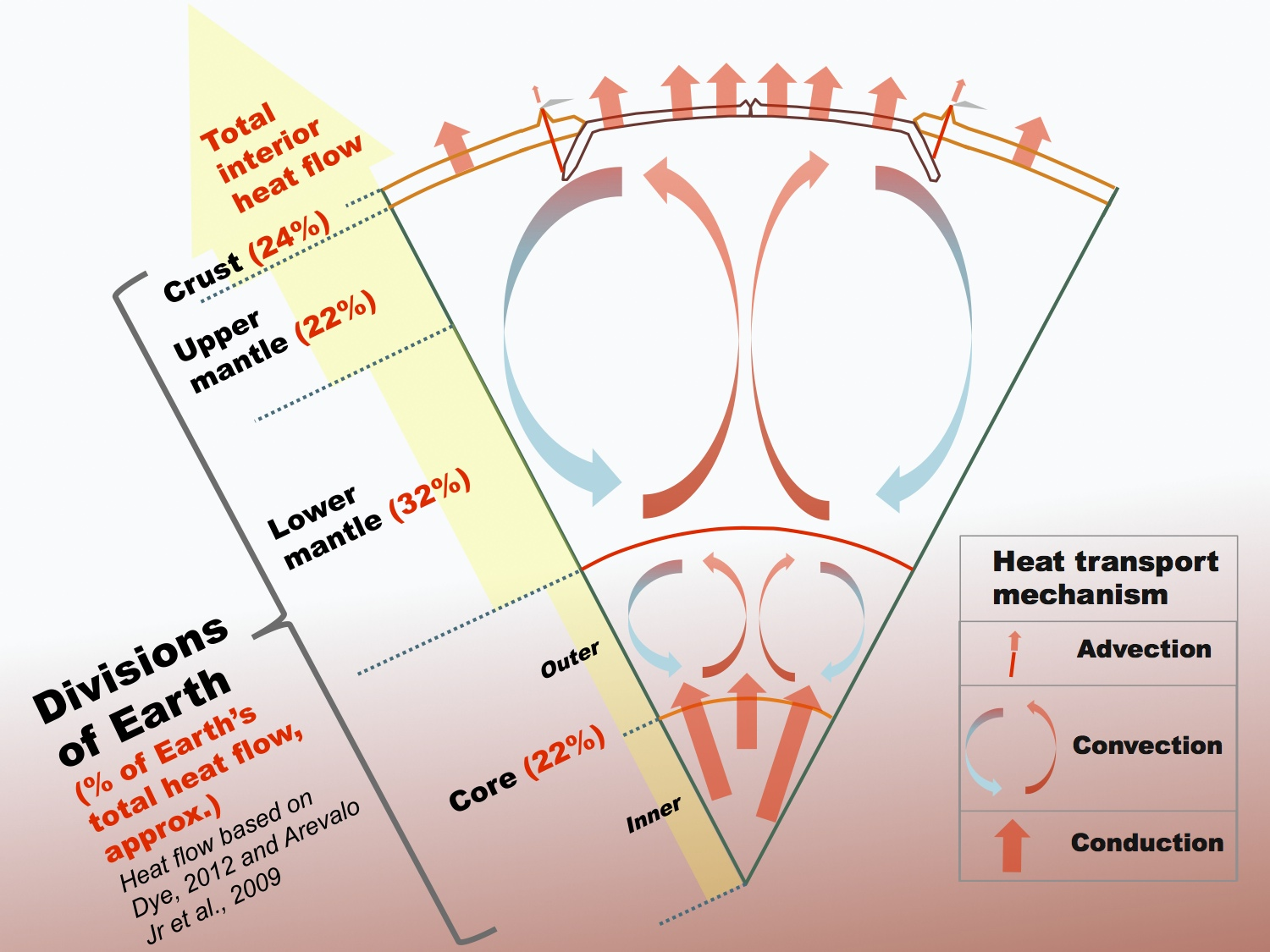
Secció transversal de la Terra que mostra les principals divisions i les contribucions aproximades al flux de calor interna total de la Terra cap a la superfície i els mecanismes de transport de calor dominants dins de la Terra

Les estimacions del flux de calor total de l'interior de la Terra a la superfície abasten de 43 a 49 terawatts (TW) (un terawatt són 1012 watts). Una estimació recent n'és de 47 TW, equivalent a un flux de calor mitjà de 91,6 mW/m², i es basa en més de 38.000 mesuraments. Els respectius fluxos de calor mitjans de l'escorça continental i oceànica són de 70.9 i 105,4 mW/m².
Tot i que el flux de calor interna total de la Terra a la superfície és molt restringit, la contribució relativa de les dues fonts principals de calor terrestre, la radiògena i la primordial, és molt incerta perquè mesurar-les directament és difícil. Els models fisicoquímics en donen estimacions de 15 a 41 TW i 12-30 TW de calor radiògena i de primordial, respectivament.
L'estructura de la Terra és una escorça externa rígida composta per una capa continental més gruixuda i una d'oceànica més prima, un mantell sòlid però de flux plàstic, un nucli extern líquid i un nucli intern sòlid. La fluïdesa d'un material és proporcional a la seua temperatura; per tant, el mantell sòlid encara pot fluir en escales de temps perllongades, en funció de la temperatura[2] i en funció del flux de la calor interior de la Terra. El mantell es transforma en resposta a la calor que s'escapa de dins de la Terra, amb un mantell més calent i flotant que s'eleva i refreda, i el més dens que s'enfonsa. Aquest flux convectiu del mantell impulsa el moviment de les plaques litosfèriques; per això el dipòsit addicional de calor al mantell inferior és crític per al funcionament de la tectònica de plaques i una possible font n'és l'enriquiment d'elements radioactius al mantell inferior.
El transport de calor de la Terra es produeix per conducció, convecció del mantell, convecció hidrotèrmica i advecció volcànica. Sembla que el flux de calor interna de la Terra a la superfície és del 80% a causa de la convecció del mantell, i la calor restant s'origina sobretot a l'escorça terrestre, amb aproximadament l'1% a causa de l'activitat volcànica, els terratrèmols i l'aixecament de muntanyes. Per això, aproximadament el 99% de la pèrdua de calor interior de la Terra en la superfície és per conducció a l'escorça, i la convecció del mantell és el control dominant sobre el transport de calor des de les profunditats terrestres. La major part del flux de calor de l'escorça continental més grossa s'atribueix a les fonts radiològiques interiors; en canvi, l'escorça oceànica més prima té només un 2% de calor radiògena interior. El flux de calor restant a la superfície es deuria a l'escalfament basal de l'escorça per convecció del mantell. Els fluxos de calor es relacionen negativament amb l'edat de la roca, amb els fluxos de calor més alts de la roca més jove als centres d'expansió de la dorsal oceànica (zones d'emergència del mantell), com s'observa en el mapa global del flux de calor de la Terra.

## Calor radiogènica

L'evolució del flux de calor radiogènica de la Terra al llarg del temps

La descomposició radioactiva dels elements al mantell i l'escorça terrestres dona com a resultat la producció d'isòtops i l'alliberament de geoneutrins i energia tèrmica, o calor radiògena. Quatre isòtops radioactius són responsables de la majoria de la calor radiògena pel seu enriquiment en relació amb altres isòtops radioactius: urani-238 (238U), urani-235 (235U), tori-232 (232Th) i potassi-40 (40K). Per manca de mostres de roca per sota de 200 km de fondària, és difícil precisar la calor radiogènica en tot el mantell, tot i haver-n'hi algunes estimacions disponibles. Per al nucli de la Terra, els estudis geoquímics indiquen que és poc probable que siga una font important de calor radiològica per la baixa concentració esperada d'elements radioactius que es divideixen en ferro. La producció de calor radiògena del mantell es vincula a l'estructura de convecció del mantell, un tema molt debatut, i es pensa que el mantell pot tenir una estructura en capes amb una major concentració d'elements radioactius que produeixen calor al mantell inferior, o petites reserves enriquides amb elements radioactius dispersos per tot el mantell.
| Isòtop | Alliberament de calor W/kg isòtop | Vida mitjana anys | Concentració mitjana del mantell kg isòtop/kg mantell | Alliberament de calor W/kg mantell |
| ------ | --------------------------------- | ----------------- | ----------------------------------------------------- | ---------------------------------- |
| 238 O  | 94.6 x 10-6                       | 4.47 x 109        | 30.8 x 10-9                                           | 2.91 x 10-12                       |
| 235 O  | 569 x 10-6                        | 0.704 x 109       | 0.22 x 10-9                                           | 0.125 x 10-12                      |
| 232 th | 26.4 x 10-6                       | 14.0 x 109        | 124 x 10-9                                            | 3.27 x 10-12                       |
| 40 K   | 29.2 x 10-6                       | 1.25x109          | 36.9 x 10-9                                           | 1.08 x 10-12                       |

Els detectors de geoneutrí poden detectar la descomposició d'U238 i Th232 i, per tant, permeten mesurar-ne la contribució a l'actual balanç de calor radiògena, mentre que U235 i K40 no són detectables. Es pensa que K40 contribueixen a 4 TW de calefacció. A causa, però, de la seua curta vida mitjana, la descomposició d'U235 i K40 contribuí amb una gran fracció del flux de calor radiogènica a la Terra primitiva, que era molt més calenta que ara. Els resultats inicials del mesurament dels productes de geoneutrí de la desintegració radioactiva des de dins de la Terra plantejaren una nova estimació que la meitat de la font de calor interior total és radiogènica, i això és consistent amb les estimacions anteriors.

## Calor primordial
La calor primordial és la calor perduda per la Terra a mesura que continua refredant-se a partir de la formació originària, i això contrasta amb la calor radiogènica que encara es produeix. Sembla que el flux de calor del nucli terrestre (la calor que ix del nucli i flueix cap al mantell superior) es deu a la calor primordial, i s'estima en 5-15 TW. Els càlculs de la pèrdua de calor primordial del mantell oscil·len entre 7 i 15 TW, calculada com la resta de la calor després de l'extracció del flux de calor del nucli i la producció de calor radiogènica del flux de calor de superfície observat.
La formació primerenca del nucli dens terrestre podria haver causat un sobreescalfament i una ràpida pèrdua de calor, i la taxa de pèrdua de calor disminuiria quan el mantell se solidificà. El flux de calor del nucli és necessari per a mantenir el nucli extern de convecció i el camp magnètic geodinàmic; per això, la calor primordial del nucli habilità l'atmosfera i ajudà a retenir l'aigua líquida de la Terra.

## Flux tèrmic i tectònica de plaques

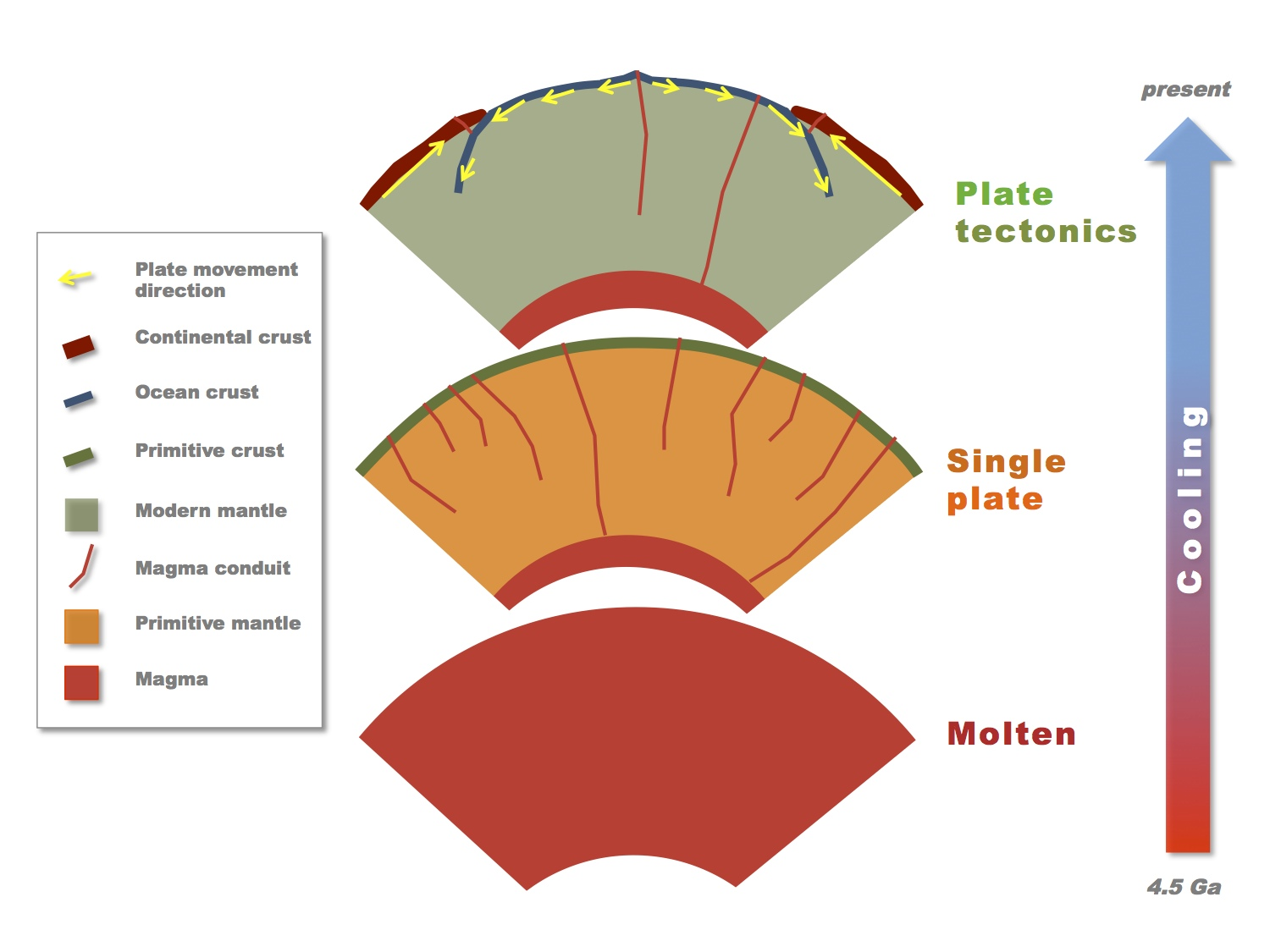
Evolució tectònica de la Terra al llarg del temps des d'un estat fos a 4.5 Ga,[7] a una litosfera de placa única, a la tectònica de plaques moderna en algun moment entre 3.2 Ga i 1.0 Ga

La controvèrsia sobre la naturalesa exacta de la convecció del mantell fa que l'evolució vinculada del balanç de calor de la Terra i la dinàmica i l'estructura del mantell siguen difícils d'esclarir. Hi ha evidència que els processos de la tectònica de plaques no eren actius a la Terra fa 3.200 milions d'anys, i que la pèrdua de calor interna podria haver estat dominada per l'advecció del vulcanisme de la canonada de calor. Els cossos amb fluxos de calor més baixos, com la Lluna i Mart, condueixen la calor interior per una sola placa litosfèrica, i els fluxos de calor més alts, com a Io de Júpiter, tenen un transport de calor advectiva pel vulcanisme millorat, mentre que la tectònica de plaques activa terrestre es dona amb un flux de calor intermèdia i un mantell de convecció.